# Noemia apicalis
Noemia apicalis är en skalbaggsart som beskrevs av Jean François Villiers 1958. Noemia apicalis ingår i släktet Noemia och familjen långhorningar. Inga underarter finns listade i Catalogue of Life.